# Варлаам (Коссовский)
Митрополи́т Варлаа́м (в миру Ерофей Коссовский или Косовский; ок. 1654, Киев — 4 или 5 мая 1721, Смоленск) — епископ Православной российской церкви, митрополит Смоленский и Дорогобужский (1720—1721).

## Биография
Родился в купеческой семье, окончил Киево-Могилянскую коллегию (учился вместе с будущими митрополитами Димитрием (Туптало), Филофеем (Лещинским), Иоасафом (Кроковским)). Также обучался в иностранных иезуитских школах. В 1690 году принял монашеский постриг, был келарем, а затем наместником киевского Николаевского Пустынного монастыря. В 1702 году был вызван в Тобольск митрополитом Филофеем (Лещинским), который назначил его проповедником открытой им при архиерейском доме школы. Позднее был возведён в архимандриты Мангазейского Троицкого монастыря. 16 декабря 1706 года по ходатайству митрополита Филофея был хиротонисан во епископа Иркутского и Нерчинского, викария Тобольской митрополии. В Иркутске он наладил отношения с местным купечеством, добился выделения земли под строительство архиерейского дома (не был построен из-за отсутствия средств), рукополагал клириков. Не имея многих полномочий, в частности в области церковного суда, многие вопросы Варлааму приходилось длительно согласовывать в Тобольске у митрополита.
В 1710 году епископ Варлаам в результате конфликта с митрополитом Филофеем оставил Сибирь и самовольно уехал в Москву, забрав с собой всю ризницу архиерейского дома. Три года он прожил в Москве, продолжая числиться епископом Иркутским. Благодаря расположению митрополита Стефана (Яворского) 21 января 1714 года был назначен тверским архиереем. Сделал ряд мероприятий по улучшению положения дел епархии. В 1720 году присутствовал в Сенате при утверждении Духовного регламента.
9 июня 1720 года был возведён в сан митрополита и назначен на Смоленскую кафедру. Скончался в 1721 году и был погребён в Успенском соборе Смоленска. После Варлаама осталось многочисленное имущество, опись которого занимает 96 листов. Он обладал обширной библиотекой, основную часть книг которой составляли западноевропейские издания (на латыни, польском, французском, немецком и греческом языках), включая сочинения Гомера, Цицерона, Цезаря Барония.